# Tour della nazionale maschile di rugby a 15 delle Samoa Occidentali 1990
Non invitata alla Coppa del Mondo di rugby 1987, la Samoa sarà la grande rivelazione dell'edizione successiva, quando eliminerà il Galles e conquisterà i quarti di finale.
Nel 1990 le Samoa partecipano ad un torneo internazionale a Tolosa (per il centenario dello Stade Toulousain). Vengono eliminate al primo turno, quindi giocano un'amichevole col Brive.
| Tolosa dicembre 1990 | Queensland | 16 – 10 | Samoa XV |  |

| Tolosa dicembre 1990 | Brive | 6 – 41 | Samoa XV |  |